# Spelaeochthonius kubotai
Espèce
Spelaeochthonius kubotai est une espèce de pseudoscorpions de la famille des Pseudotyrannochthoniidae.

## Distribution
Cette espèce est endémique de la préfecture de Nagasaki au Japon. Elle se rencontre dans le district de Nishisonogi dans la grotte Nanatsugarna-mura.

## Description
La femelle holotype mesure 2,03 mm.

## Systématique et taxinomie
Cette espèce a été décrite par Morikawa en 1954. Elle est placée dans le genre Allochthonius par Morikawa en 1960, dans le genre Pseudotyrannochthonius en 1967 puis dans le genre Spelaeochthonius par You, Yoo, Harvey et Harms en 2022.

## Étymologie
Cette espèce est nommée en l'honneur de Toshibumi Kubota.

## Publication originale
- Morikawa, 1954 : « On some Pseudoscorpions in Japanese limegrottoes. » Memoirs of Ehime University, Sect. II, sér. B, vol. 2, p. 79-87.